# Chandameta-Butaria
Chandameta-Butaria è una suddivisione dell'India, classificata come nagar panchayat, di 16.937 abitanti, situata nel distretto di Chhindwara, nello stato federato del Madhya Pradesh. In base al numero di abitanti la città rientra nella classe IV (da 10.000 a 19.999 persone).

## Geografia fisica
La città è situata a 22° 05' 49 N e 78° 40' 26 E.

## Società

### Evoluzione demografica
Al censimento del 2001 la popolazione di Chandameta-Butaria assommava a 16.937 persone, delle quali 8.751 maschi e 8.186 femmine. I bambini di età inferiore o uguale ai sei anni assommavano a 1.986, dei quali 1.060 maschi e 926 femmine. Infine, coloro che erano in grado di saper almeno leggere e scrivere erano 12.017, dei quali 6.776 maschi e 5.241 femmine.